# Fiche (outil)

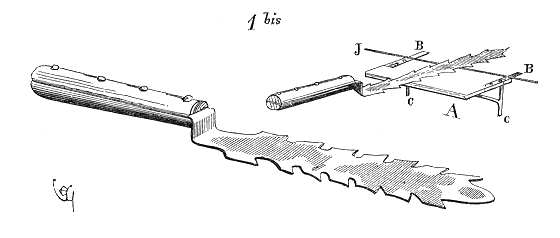
Fiche par Eugène Viollet-le-Duc.

À Paris, depuis le commencement du XVIIe siècle, on posait les pierres de taille sur des cales de bois et on les fichait au mortier, c’est-à-dire que l’on faisait entrer du mortier dans l’espace vide laissé entre ces deux pierres par l’exhaussement des cales, au moyen de lames de fer mince découpées en dents de scie. La fiche était cette espèce de grand couteau pointu et emmanché, dont la lame était « mince comme le fer d'une scie », qui servait à faire entrer le mortier dans les joints des pierres après qu'elles étaient posées.
« Ficher » désignait une manière de maçonner qui consistait faire entrer du mortier avec une latte ou la fiche sur le lit entre deux assises lorsque la dernière assise posée était calée, et remplir les joints montants d'un coulis de mortier clair, après avoir bouché les bords des uns et des autres avec de l'étoupe. Le ficheur était l'ouvrier employé à cet ouvrage. Les cales étaient de petits morceaux de bois mince qu'on posait entre deux assises, et qui déterminaient la largeur ou plutôt la hauteur du joint que forment les deux assises posées l'une sur l'autre.
On fichait aussi quelquefois les pierres avec moitié de mortier et moitié de plâtre clair. Les godets étaient des espèces de petits bassins que les maçons faisaient avec du plâtre sur les joints, montants des pierres, pour y mettre du coulis lorsque les assises étaient trop serrées pour les ficher, ou faisait aussi usage de godets pour couler les dalles[pas clair].
Ce procédé avait l’inconvénient de ne jamais remplir les lits d’un mortier assez compact pour résister à la pression. Les ficheurs étant obligés pour introduire le mortier entre les pierres par une fente étroite de le délayer beaucoup. Lorsque la dessiccation avait lieu, ce mortier diminuait de volume et les pierres ne portaient plus que sur leurs cales.
Cette mise en œuvre des maçonnerie sera abandonnée au profit du hourdage à bain (pose à bain de mortier ou à « plein bain de mortier »). Hourder à bain désignait l'emploi du plâtre ou du mortier en plus grande quantité qu'à l'ordinaire, en le mettant par augée pleine avant et après le placement des moellons, pour remplir toutes les cavités et le faire refluer par les lits et les joints : après avoir étendu sur le lit supérieur d’une première assise de pierre une épaisse couche de mortier peu délayé, on asseyait la seconde assise sur cette couche, en ayant le soin de bien l'appuyer au moyen de masses de bois jusqu’au refus, ce qui, en termes de maçonnerie, veut dire jusqu’à ce que le mortier, après avoir débordé sous les coups de la masse, refuse de se comprimer davantage. On obtenait ainsi des constructions résistant à une pression considérable sans craindre de voir les pierres s’épauffrer, et on évitait des tassements qui, dans des édifices très élevés sur des points d’appui légers, eussent eu des conséquences désastreuses.